# Fluxáló olaj
A fluxáló olaj egy sűrű, alacsony illékony szénhidrogén-tartalmú, a bitumengyártás adalékanyagaként szolgáló kőolaj-termék, mely a kőolaj-finomítás, vagy a használt ipari olajok újrafinomítása során keletkezik. A fluxáló olajat a bitumengyártás során hozzákeverik az úgynevezett fúvatott bitumenhez annak érdekében, hogy a végtermék önthetősége magasabb, sűrűsége alacsonyabb legyen. A fluxáló olaj hozzáadásával készített bitumenből az útépítés során használt aszfaltot, vagy tetőfedéshez zsindelyeket és építőipari vízszigetelő lemezeket gyártanak.

## Etimológiája
A flux szó eredetileg a latin fluxus, fluere 'áramlás, áramlik’ szóból származik. A fluxáló jelző jelentése arra a tulajdonságra utal, mely révén a magas szilárdságú bitumen viszkozitása az olajtermék hozzáadásával csökken. A külföldi szakirodalomban flux oil-ként hivatkoznak rá.

## Kémiai és fizikai tulajdonságai
A fluxáló olajok alapvető kémiai és fizikai tulajdonságai javarészt azonosak az ipari és különféle gépjármű kenőanyagokéval, motorolajokéval. Megjelenését tekintve fekete, jellegzetesen olajszagú viszkózus folyadék. Sűrűsége 0,8–0,9 g/cm3 közötti, viszkozitása 9–17 mm2/sec (100 °C-on), nyílttéri lobbanáspontja 200–230 °C, gyulladáspontja 280 °C. Víztartalma 0,1% alatti.

## Gyártása
Gyártása kétféleképpen történhet. A kőolaj-finomítás során a vákuumdesztilláció párlataiból állítják elő az igényeknek megfelelő finomítási technológiákkal, vagy a veszélyes hulladéknak számító használt ipari ásványi olajok ártalmatlanítása során keletkezik. A környezetvédelmi iparban számos technológia létezik a begyűjtött fáradtolaj újra termékké történő átalakítására. A finomítókban készülő fluxáló olajhoz képest a fáradtolaj-újrafinomítással készülő termék magasabb minőségű, kedvezőbb ár–érték arányú.

## Felhasználása
Elsősorban az építőiparban használják. Kiválóan felhasználható útburkolatok gyártásához adalékanyagként, tetőszigetelések, zsindelyek gyártásához, valamint olyan építőipari alapanyagok esetében, ahol fontos szerepet játszik a vízhatlanság, repedések kitöltése. A fluxáló olaj hozzáadásával készült útburkolatok hosszabb ideig megtartják az elvárt plaszticitást, lefektetés után gyorsan megkeményednek. A fluxáló olajat közvetlenül az aszfaltkeverékhez adják a bitumengyártás során.
Szállítása 200 literes acélhordókban, 1000 literes IBC tartályokban, vagy ömlesztve, tartálykocsikban történik.